# اشتون دی‌یرهولت
اشتون دی‌یرهولت (انگلیسی: Ashton Dearholt؛ ۴ آوریل ۱۸۹۴ – ۲۷ آوریل ۱۹۴۲) با نام هنری ریچارد هولت، بازیگر اهل ایالات متحده آمریکا بود.
از فیلم‌ها یا برنامه‌های تلویزیونی که وی در آن نقش داشته است می‌توان به ماجراهای جدید تارزان اشاره کرد.